# Lijst van county's in Arizona
De Amerikaanse staat Arizona is onderverdeeld in 15 county's.

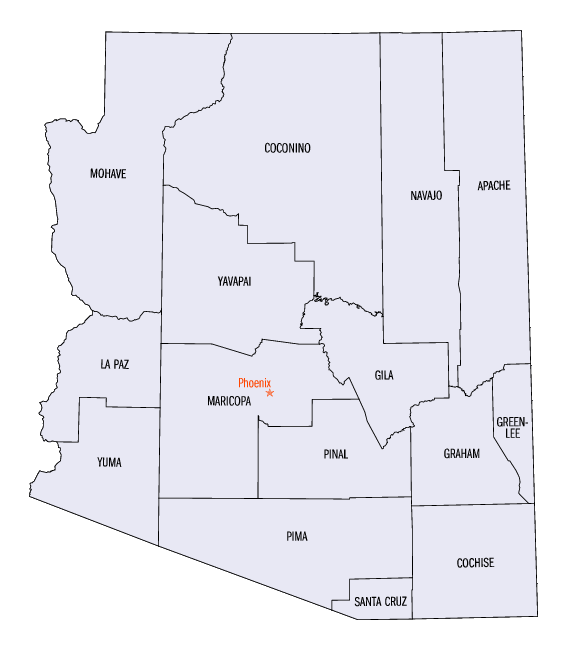
County's van Arizona

| County     | Inwoners 1 juli 2007 | Hoofdplaats | Inwoners 1 juli 2007 |
| ---------- | -------------------- | ----------- | -------------------- |
| Apache     | 69.980               | St. Johns   | 3592                 |
| Cochise    | 127.866              | Bisbee      | 5996                 |
| Coconino   | 127.450              | Flagstaff   | 59.746               |
| Gila       | 51.994               | Globe       | 7093                 |
| Graham     | 34.769               | Safford     | 9224                 |
| Greenlee   | 7754                 | Clifton     | 2324                 |
| La Paz     | 20.172               | Parker      | 3181                 |
| Maricopa   | 3.880.181            | Phoenix     | 1.552.259            |
| Mohave     | 194.944              | Kingman     | 27.696               |
| Navajo     | 111.273              | Holbrook    | 5091                 |
| Pima       | 967.089              | Tucson      | 525.529              |
| Pinal      | 299.246              | Florence    | 17.781               |
| Santa Cruz | 42.845               | Nogales     | 19.870               |
| Yavapai    | 212.635              | Prescott    | 42.265               |
| Yuma       | 190.557              | Yuma        | 88.687               |

Alabama · Alaska · Arizona · Arkansas · Californië · Colorado · Connecticut · Delaware · Florida · Georgia · Hawaï · Idaho · Illinois · Indiana · Iowa · Kansas · Kentucky · Louisiana · Maine · Maryland · Massachusetts · Michigan · Minnesota · Mississippi · Missouri · Montana · Nebraska · Nevada · New Hampshire · New Jersey · New Mexico · New York · North Carolina · North Dakota · Ohio · Oklahoma · Oregon · Pennsylvania · Rhode Island · South Carolina · South Dakota · Tennessee · Texas · Utah · Vermont · Virginia · Washington · West Virginia · Wisconsin · Wyoming